# Louis-Marie Meschinet de Richemond
Louis-Marie Meschinet de Richemond est un archiviste et historien français né le 4 janvier 1839 à Rochefort et décédé le 29 mai 1911 à Rochefort.

## Biographie
Il est issu d'une famille protestante d'Écurat, établie comme négociants et armateurs à La Rochelle, Louis-Marie Meschinet de Richemond est le fils de Samuel Louis Meschinet de Richemond, capitaine de corvette, et d'Elise Pichez. Il épouse Lucie Guénon des Mesnards.
Archiviste du département de la Charente-Inférieure, il est secrétaire de la Société de géographie de La Rochelle, secrétaire général puis vice-président de l'Académie des belles-lettres, sciences et arts de La Rochelle, membre de la Société des archives historiques de la Saintonge et de l'Aunis et du Comité des travaux historiques et scientifiques.

## Publications
- Les marins rochelais : notes biographiques, 1906
- Les Rochelais à travers les siècles / L. de Richemond ; récits précédés du Précis historique / par A. Quatrefages de Bréau,, 1910
- Inventaire sommaire des Archives départementales antérieures à 1790 : Charente-Inférieure, 1877
- Les Sonnets chrétiens, 1912
- Histoire des réfugiés hugenots en Amérique, 1886
- Inventaire sommaire des Archives communales antérieures à 1790 : ville de Rochefort, 1877
- Inventaire sommaire des Archives départementales antérieures à 1790 : ville de La Rochelle, 1892
- Chartes en langue vulgaire de 1219 à 1250, 1863
- L'Église sous la croix ! les protestants rochelais depuis la révocation de l'édit de Nantes jusqu'au Concordat, 1685-1802..., 1865
- Essai sur l'origine et les progrès de la Réformation à La Rochelle, précédé d'une notice sur Philippe Vincent, 1859
- Diaire de Joseph Guillaudeau, sieur de Beaupréau (1584-1643), 1908, Société des archives historiques de la Saintonge et de l'Aunis
- Origine et progrès de la réformation a La Rochelle : précédé d'une notice sur Philippe Vincent, 1872
- Cartulaire de l'abbaye de la Grâce-Notre-Dame ou de Charon en Aunis (Abbatia Gratiae B M de Caronte) publié d'après la copie conservée aux archives de la Charente-Inférieure, 1883

## Sources
- Ernest Glaeser, Biographie nationale des contemporains. Volume 1, 1878
- Deux-Sèvres : Dictionnaire biographique et album, 2021